# Томаш Юн
Томаш Юн (чеськ. Tomáš Jun, нар. 17 січня 1983, Прага) — чеський футболіст, нападник та фланговий півзахисник австрійського клубу «Рітцінг».

## Клубна кар'єра
Народився 17 січня 1983 року в місті Прага. Вихованець футбольної школи клубу «Спарта» (Прага). Дорослу футбольну кар'єру розпочав 1999 року в основній команді того ж клубу. У віці 16 років він дебютував за клуб у Гамбінус лізі. У своєму дебютному сезоні Юн став чемпіоном Чехії. 25 жовтня 2000 року в матчі Ліги чемпіонів проти лондонського «Арсеналу» Томаш дебютував на міжнародному рівні у віці 17 років. 

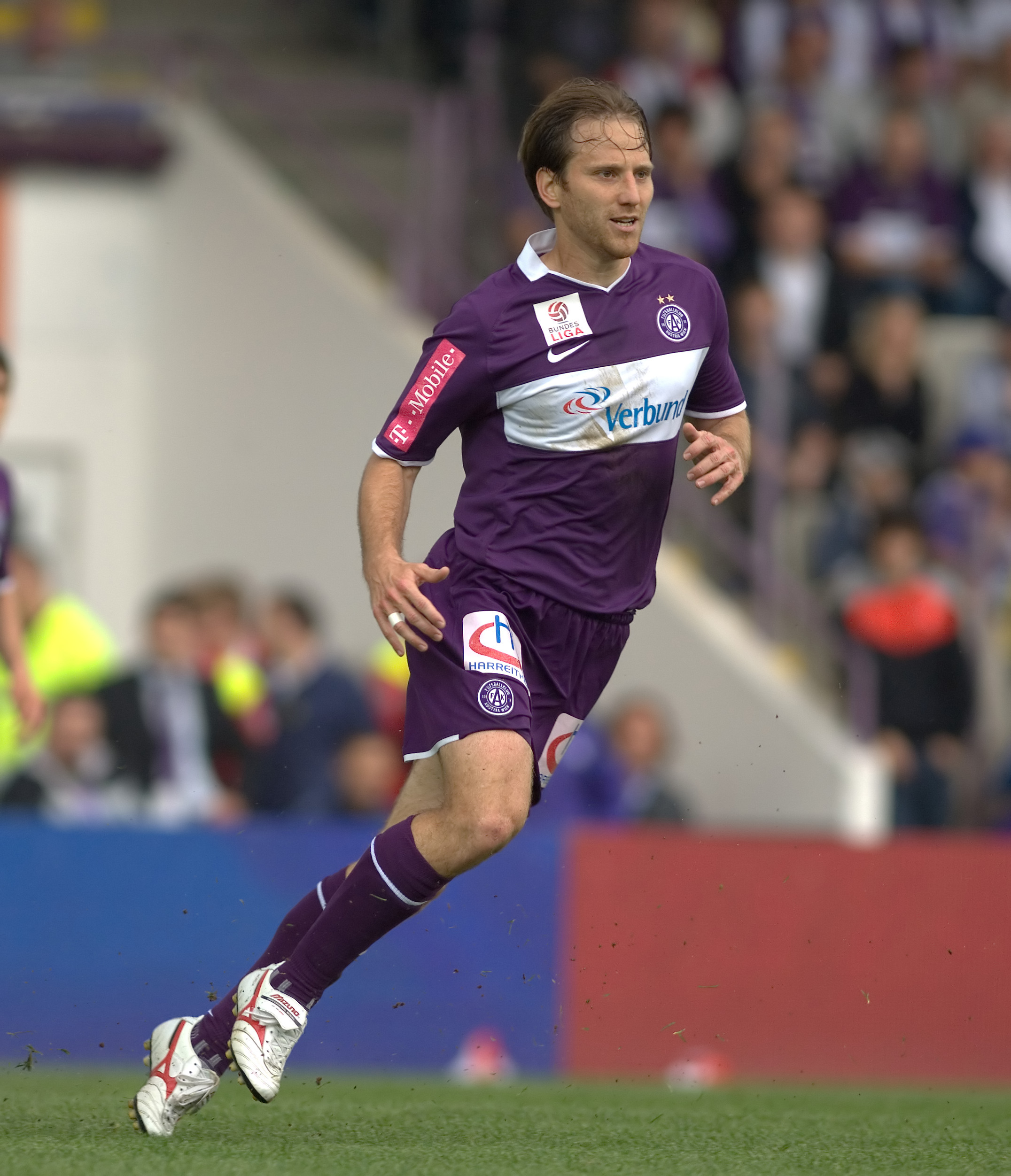
Томаш Юн у складі «Аустрії». 13 травня 2010 року.

Не пробившись до основи, для отримання ігрової практики Томаш другу половину 2001 року на правах оренди провів за клуб «Бауміт Яблонець». Після повернення в «Спарту» Юн став одним з лідерів клубу і допоміг команді ще три рази завоювати золоті медалі чемпіонату і одного разу виграти Кубок Чехії. Крім того, у сезоні 2004/05 Юн став найкращим бомбардиром чеської першості, а роком раніше отримав приз футбольного таланту сезону в Чехії.
У 2005 році Томаш перейшов у турецький «Трабзонспор». Сума трансферу склала 3,5 млн. євро. Контракт був підписаний на п'ять років. У наступних 16 матчах турецької Суперліги Юн не забив жодного м'яча і втратив місце в основі. У тому ж році він на правах оренди перейшов в «Бешикташ», в складі якого Томаш виграв Кубок і Суперкубок Туреччини. 
Наступний сезони 2006/07 Юн провів на правах оренди в рідній «Спарті», з якою вп'яте став чемпіоном Чехії, а також вдруге у своїй кар'єрі виграв національний кубок. Після цього нападник також на правах оренди перебрався до «Тепліце», яке незабаром викупило трансфер Томаша. У 2009 році він втратив місце в основі клубу і на правах оренди перейшов у австрійський «Альтах». 27 лютого в матчі проти віденської «Аустрії» Томаш дебютував у австрійській Бундеслізі. 15 березня в поєдинку проти зальцбурзького «Ред Булла» він забив свій перший гол за «Альмах». Наступний сезон на правах оренди Юн провів у столичній «Аустрії», яка по закінченні сезону викупила його контракт у «Тепліце». У 2013 році Томаш у складі «фіолетових» став чемпіоном Австрії.
У 2014 році Юн повернувся на батьківщину, де став гравцем свого колишнього клубу «Яблонець», а на початку 2015 року знову поїхав в Австрію виступати за команду третього дивізіону «Рітцінг».

## Виступи за збірні
1997 року дебютував у складі юнацької збірної Чехії, взяв участь у 29 іграх на юнацькому рівні, відзначившись 25 забитими голами.
Протягом 2001–2005 років залучався до складу молодіжної збірної Чехії. У 2002 році в її складі Юн виграв молодіжний чемпіонат Європи у Швейцарії. На молодіжному рівні зіграв у 14 офіційних матчах, забив 5 голів.
17 листопада 2004 року дебютував в офіційних іграх у складі національної збірної Чехії у матчі відбору до чемпіонату світу 2006 року проти збірної Македонії (2:0). 9 лютого 2005 року у товариському матчі проти збірної Словенії (3:0) Томаш забив свій перший гол за національну команду
Всього за три роки провів у формі головної команди країни 10 матчів, забивши 2 голи.

## Титули і досягнення
- Чемпіон Чехії (5):

«Спарта» (Прага):  1999-00, 2000-01, 2002-03, 2004-05, 2006-07
- Володар Кубка Чехії (2):

«Спарта» (Прага):  2003–04, 2006–07
- Володар Кубка Туреччини (1):

«Бешикташ»:  2005–06
- Чемпіон Австрії (1):

«Аустрія» (Відень) :  2012–13
- Найкращий бомбардир Чемпіонату Чехії (1):

«Спарта» (Прага):  2004-05
Збірні
- Чемпіон Європи (U-21): 2002